# Vivian Maier
Vivian Dorothy Maier, właściwie Dorothée Viviane Thérèse Maier (ur. 1 lutego 1926 w Nowym Jorku, zm. 20 kwietnia 2009 w Oak Park) – amerykańska fotografka specjalizująca się w fotografowaniu scen ulicznych.

## Historia
Ojciec Vivian, Karl Maier, pochodził z austriackiej rodziny, osiedlonej niedaleko Bratysławy. Gdy Karl miał jedenaście lat, zapadła decyzja o wyjeździe do Ameryki. Wraz z matką Marią z domu Hauser, ojcem Wilhelmem i starszą o sześć lat siostrą Almą dostali się do Bremy, skąd 10 października 1905 popłynęli do Nowego Jorku na pokładzie transatlantyku Kronprinz Wilhelm. Na Ellis Island zmieniono im imiona: Karl stał się Charlesem, jego ojciec Wilhelm – Williamem. Osiedli się w Nowym Jorku.
Matka Vivian, Maria Jaussaud (ur. 11 maja 1897), pochodziła z francuskiej alpejskiej wioski Saint-Bonnet-en-Champsaur. 11 maja 1919 poślubiła Charlesa Maiera w kościele luterańskim pod wezwaniem Świętego Piotra w Nowym Jorku. Związek ten nie był udany. W maju 1925, z powodu awantur w domu, ich pięcioletni syn Karl William, trafił do sierocińca, potem zajęli się nim dziadkowie. Gdy urodziła się Vivian, Charles porzucił Marię.
Ze spisu ludności w 1930 wynika, że licząca sobie wtedy cztery lata Vivian mieszkała w dzielnicy Bronx w Nowym Jorku z matką i z chorą umysłowo Jeanne Bertrand, niegdyś nagradzaną fotografką portretową, której pracę opublikował w 1902 Boston Globe.
W 1932 Vivian popłynęła z matką do Francji. Zamieszkały w rodzinnej wiosce Marii, Saint-Bonnet-en-Champsaur. Vivian uczęszczała tu do szkoły, którą skończyła w wieku dwunastu lat. W 1939 wróciły do Nowego Jorku. Vivian najpierw pomagała w domu pewnej amerykańskiej rodzinie, potem znalazła pracę w fabryce lalek, Madame Alexander Doll Factory.
W marcu 1950 znowu popłynęła do Francji, gdzie odziedziczyła mały spadek. Wtedy też zaczęła fotografować. Jej pierwszym aparatem był Kodak Brownie z tylko jednym czasem otwarcia migawki, bez kontroli ostrości i bez pokrętła przysłony. W 1951 wróciła do Stanów Zjednoczonych. Przywiozła z Francji ponad trzy tysiące zdjęć (400 rolek filmów).
Zatrudniła się jako opiekunka do dzieci u rodziny w Southampton w stanie Nowy Jork. Cały czas fotografowała. W 1952 kupiła aparat fotograficzny marki Rolleiflex. W 1956 przeprowadziła się na przedmieścia Chicago, by opiekować się trzema synami dobrze sytuowanej rodziny. W swojej łazience urządziła ciemnię. Nauczyła się wywoływać czarno-białe filmy i robić odbitki.
W 1959 i 1960 odbyła podróż dookoła świata; odwiedziła m.in. Los Angeles, Manilę, Bangkok, Szanghaj, Beijing, Indie, Syrię, Egipt i Włochy.
Po powrocie nadal opiekowała się dziećmi. W kolejnych domach, gdzie pracowała jako niania, nie miała warunków, by wywoływać filmy. Nie przestawała jednak fotografować. Na początku lat siedemdziesiątych przestawiła się na fotografię kolorową, fotografując głównie aparatem Kodak Ektachrome 35 mm, Leiką IIIc i niemieckimi lustrzankami. Jej fotografie stopniowo stawały się coraz bardziej abstrakcyjne. Zamiast ludzi fotografowała teraz znalezione na ulicy przedmioty, gazety i graffiti.
Jej matka zmarła w Nowym Jorku w 1975, brat w 1977.
W latach 80 wpadła w trudności finansowe i nie stać jej było na wywoływanie filmów. Na przełomie końca lat 90 i pierwszych lat nowego tysiąclecia poczuła się zmuszona zamknąć swoje rzeczy, w tym pudła niewywołanych rolek, negatywów i odbitek, w wynajętych schowkach. Tułała się, nie miała gdzie mieszkać. Po okresie bezdomności zamieszkała w kawalerce, opłacanej przez rodzinę, u której kiedyś pracowała.
W 2007 sprzedano na aukcji jej rzeczy ze schowków, które przestała opłacać. Pudła z negatywami trafiły do domu aukcyjnego w Chicago, RPN Sales, gdzie odkryli je John Maloof, Ron Slattery i Randy Prow.
W 2008 pośliznęła się na zamarzniętej kałuży w centrum Chicago i uderzyła głową w krawężnik. Po tym wypadku, który na początku nie wydawał się groźny, nie mogła wrócić do zdrowia, jej stan stopniowo pogarszał się. Trafiła do domu opieki. Wkrótce zmarła.
Jej wychowankowie zapamiętali ją jako nieco ekscentryczną Mary Poppins, która zabierała ich na wycieczki do lasu, na jagody. Lubiła dzieci, organizowała im zabawy, równocześnie podążając za swoją pasją.
Fotografowała przez pięćdziesiąt lat. Pozostawiła ponad 100 000 negatywów fotografii, z których większość wykonała w Chicago i Nowym Jorku. Stanowią one cenną dokumentację życia w Stanach Zjednoczonych w drugiej połowie XX wieku.
W 2013 roku John Maloof, nabywca większości jej fotografii, nakręcił film Finding Vivian Maier (Szukając Vivian Maier).
W 2023 roku w Polsce ukazało się tłumaczenie książki Ann Marks Vivian Maier. Niania, która zmieniła historię fotografii (tyt. oryg. Vivian Maier Developed: The Untold Story of the Photographer Nanny), Wydawnictwo Znak Literanova, ISBN 978-83-240-7400-6.